# Аэростатоносец
Аэростатоно́сец — реально существовавший предок авианосцев, представлявший собой судно, имеющее на борту наблюдательный аэростат.
Такие суда время от времени появлялись начиная со второй половины XIX века, и даже строились в первые годы XX века. После Первой мировой войны имеющиеся аэростатоносцы были переоборудованы в гидроавианосцы.

## Применение
Первое военное применение состоялось 12 июля 1849 года, когда австрийское военное судно «Вулкано» запустило воздушный шар с целью бомбардировки Венеции. Бомбардировка не состоялась в связи с неудачным направлением ветра.
Во время гражданской войны в США по настоянию профессора Таддеуса С. К. Лоу северяне оснастили наблюдательными аэростатами угольную баржу «Джордж Вашингтон Пэрк Кастис („George Washington Parke Custis“)». Связь с наблюдателями осуществлялась посредством телеграфа (аэростаты были привязные).

В 1904 году в состав Балтийского флота Российской империи вошел первый в мире крейсер-аэростатоносец «Русь», переоборудованный из немецкого парохода «Лан», купленного на пожертвования графа С. А. Строганова. Аэростатоносец отправился со Второй Тихоокеанской эскадрой на Дальний Восток.
Во время Первой мировой войны было задействовано около 10 аэростатоносцев — в составе военно-морских сил Великобритании, Германии, Италии, России, Франции, Швеции